# Osvaldo Ríos
Oswaldo Ríos Alonso (Carolina, Puerto Rico, 25 de octubre de 1960) es un actor puertorriqueño. Es conocido por sus papeles en telenovelas como Kassandra, La viuda de Blanco, Abrázame muy fuerte, El Zorro: la espada y la rosa y Triunfo del amor.

## Biografía
Como músico, estudió bajo y guitarra en San Juan de Puerto Rico. Sus inquietudes musicales le llevaron a formar grupos en su tierra natal en los que cantaba, tocaba la guitarra y el bajo, y componía la mayor parte de los temas que interpretaba. Es el responsable de la letra y música de dos series de televisión, La viuda de Blanco y Santa esperanza, que además interpretó junto a Yolandita Monge y Danny Rivera entre otros.
Sus inicios en telenovelas de Puerto Rico, lo llevaron al unitario para televisión En aquella playa, junto a la actriz venezolana Ruddy Rodríguez en 1989.
Su actuación protagónica en Kassandra, realizada para RCTV de Venezuela, así como en Tres destinos realizada en Los Ángeles, Miami, México y Puerto Rico para USA Network, Al son del amor para WAPA-TV de Puerto Rico, La viuda de Blanco para RTI Televisión de Colombia y Rauzán para RTI Televisión en coproducción con Caracol Televisión, le ha merecido el reconocimiento favorable de la crítica internacional, otorgándole 17 premios a la excelencia como mejor actor en más de 7 países de Latinoamérica, Estados Unidos y Europa. 
De la mano de la escritora de telenovelas Delia Fiallo, realizó varios trabajos para Televisa. Y en España protagonizó junto a Isabel Pantoja la serie Entre dos amores para Antena 3. 
Ha trabajado en teatro, obteniendo importantes galardones en obras tales como La piaf, La fortuna y Los ojos del hombre, María, y los musicales de Broadway Guys & Dolls, The King & I, La bella y la bestia, En pelotas, Tres hombres y un bebé, Machos, El beso de la mujer araña, Mi amiga la gorda, etc.
En 1997 funda su productora de televisión, Riverside Entertainment Group y en 1999 su compañía productora de cine Grupo Gira-Soles, Inc., con las cuales ha realizado, protagonizado y coproducido tres miniseries, dos unitarios, una película y varios documentales de proyección internacional. 
Ya en el nuevo milenio, siguió realizando trabajos en México para Televisa (Abrázame muy fuerte); en Venezuela (Secuestrados y Protagonistas de novela); en Ecuador (Mi conciencia y yo) y en su Puerto Rico natal (Hijos de nadie II, Plaza vacante y Más allá del límite). En 2002 grabó la telenovela Gata salvaje y en 2004 Ángel rebelde, ambas producidas por Fonovideo Productions. En 2004-2005 produjo y grabó la serie de televisión Miami Special Team. 
En el año 2006 grabó una película en Puerto Rico, La carretera y protagonizó varios capítulos de la serie Decisiones («El regreso del soldado» y «Soltero se vive mejor») que se transmitía por Telemundo.
En 2007 cuando se preparaba para interpretar a Amador en la nueva versión de La viuda de Blanco, fue solicitado por los directivos de Telemundo para interpretar a Alejandro de la Vega en El Zorro: la espada y la rosa, producción que se grabó en Colombia. Por este trabajo recibió el Premio Latino como la "figura internacional del año", en Nueva York el 30 de noviembre de 2007 y un Premio Fama como "mejor actor" por su personaje de Alejandro de la Vega en El Zorro: la espada y la rosa, y por sus 20 años de trayectoria artística, en la ciudad de Miami.
En 2008 en México protagonizó la telenovela El juramento, junto a Natalia Streignard. En 2009 participa en la telenovela Corazón salvaje a cargo de Salvador Mejía, donde interpreta a Juan de Dios San Román, un marinero de noble corazón, que le valió una nominación para los premios TVyNovelas de México.
En 2010 fue convocado para la telenovela Triunfo del amor, de Televisa, del productor Salvador Mejía, donde Osvaldo Ríos interpreta el papel de un famoso actor llamado Osvaldo Sandoval, junto a Victoria Ruffo. En 2012 se encargó de la producción ejecutiva del filme Elsa & Fred, remake del filme argentino del mismo nombre, rodada en Nueva Orleans, dirigida por Michael Radford (Il Postino) y protagonizada por Shirley MacLaine y Christopher Plummer. 
En 2015 participó en Gloria, la película, la historia de la vida de la cantante Gloria Trevi, como productor asociado y como actor, interpretó al dueño de Televisa, Emilio Azcárraga Milmo «El Tigre Azcárraga». En 2019 actúa en la comedia puertorriqueña "Marcelo" dónde interpreta a un actor. En 2020, Osvaldo interpretó a Don Renaldo, en la película puertorriqueña La niña y el mar. 
En 2022 participó en la segunda temporada del reality show La casa de los famosos de Telemundo, en México, donde permaneció durante 7 semanas, y al salir participó en las noches de gala hasta la finalización del programa el 2 de septiembre de 2022, donde fue homenajeado con un reconocimiento al mejor cocinero dentro de la casa.

## Trayectoria
- La casa de los famosos (2022) .... Él mismo.[1]
- Triunfo del amor (2010-2011) .... Osvaldo Sandoval.
- Corazón salvaje (2009) ... Juan de Dios San Román.
- El juramento (2008) .... Santiago de Landeros.
- El Zorro: la espada y la rosa (2007) .... Alejandro de la Vega.
- Decisiones (2006) .... (ep. «El regreso del soldado» y «Soltero se vive mejor»).
- Angel Rebelde (2003-2004) .... Alejandro Valderrama.
- Gata Salvaje (2002-2003) .... Silvano Santana Castro.
- Protagonistas De Novela: Presentador del programa (2002) (Venezuela).
- Abrázame muy fuerte (2000) .... Diego Hernández.
- Rauzán (2000) .... Sebastián de Mendoza.
- La viuda de Blanco (1996-1997) .... Diego Blanco Albarracín.
- Tres destinos (1993) .... Juan Carlos.
- Kassandra (1992-1993) .... Luis David Contreras / Ignacio Contreras.
- Natalia (1991).
- Todo el año es Navidad (1990).
- Los Robles (1990).
- Amor de madre (1990).
- Angélica, mi vida (1988-1989) .... Dan.
- Ahora o nunca (1988).

### Cine
- La niña y el mar (2020) .... Don Renaldo[2].
- Gloria (2014) .... «El Tigre», Emilio Azcárraga Milmo.
- Elsa & Fred (2013) .... Doctor.
- La carretera (2006).
- Miami Special Team (2005).
- Más allá del límite (2002) .... Andrés 'El Indio' Solís.
- Plaza vacante (2002).
- Los hijos de nadie (2001).
- En aquella playa (1989) .... Gabriel.

## Premios y nominaciones
| Año                | Categoría                                        | Telenovela                    | Resultado   |
| Premios ACE        | Premios ACE                                      | Premios ACE                   | Premios ACE |
| ------------------ | ------------------------------------------------ | ----------------------------- | ----------- |
| 1995               | Mejor actor                                      | Tres destinos                 | Ganador     |
| Premios TVyNovelas |                                                  |                               |             |
| 1997               | Mejor actor protagónico                          | La viuda de Blanco            | Ganador     |
| Premios Fama USA   |                                                  |                               |             |
| 2008               | Mejor actor de carácter y 20 años de trayectoria | El Zorro: la espada y la rosa | Ganador     |
| Premios Latino     |                                                  |                               |             |
| 2008               | Figura masculina internacional del año           | El Zorro: la espada y la rosa | Ganador     |